# Mont-de-Marsan
Mont-de-Marsan er en mindre fransk provinsby. Den er hovedsæde i departementet Landes.